# Mariakerke (Oostende)
Mariakerke is een badplaats in de Belgische provincie West-Vlaanderen en een deel van de stad Oostende. De voormalige gemeente Mariakerke ten westen van het centrum van Oostende is met de stad vergroeid en komt tegenwoordig deels overeen met de wijk Mariakerke - Nieuwe Koers.

## Geschiedenis
Een oude vermelding van de plaats gaat terug tot 1171, als S. Mariae Capella. Het dorp vindt zijn oorsprong in de nederzetting "Onze-Lieve-Vrouw-ter-Streep". Dit was een nederzetting die in de 11e eeuw ontstond op Testerep, een eiland dat zich voor de kust uitstrekte tussen wat nu Oostende en Westende is. Een brede kreek scheidde het eiland van het vasteland. Het grootste deel van Testerep behoorde tot de parochie Onze-Lieve-Vrouw-ter-Streep, waarvan de oudste vermelding dateert uit 1115. Ook Oostende-ter-Streep, oorspronkelijk een gehucht, behoorde tot deze parochie.
Bij zware novemberstormen in 1334 wordt Testerep overspoeld. Men richt het dorp opnieuw op achter de Graaf Jansdijk. Deze plaats is de oude dorpskern van Mariakerke, waar men in de tweede helft van de 14e eeuw ter vervanging van de verwoeste kapel een Onze-Lieve-Vrouw-Hemelvaartkerk bouwt. Uit dit gebouw ontstond de huidige Onze-Lieve-Vrouw-ter-Duinenkerk. Mariakerke viel onder het patronaatschap van de Heren van Wijnendale.
Het dorp had zwaar te lijden onder godsdienstonlusten op het eind van de 15e eeuw. Rond 1600 werd nabij Mariakerke een fort, het Albertusfort, gebouwd. Aartshertog Albrecht had in Mariakerke zijn hoofdkwartier.
Tot in de 19e eeuw was Mariakerke een kleine landbouwgemeente. Oostende breidde uit en ook Mariakerke werd steeds meer een toeristische badplaats in het laatste kwart van die eeuw. Verschillende voorzieningen voor de stad werden op het toenmalige grondgebied van Mariakerke opgericht, zoals de koninklijke stallingen en de Wellingtonrenbaan. Door de groei van de stad Oostende, werd op het eind van de 19de eeuw steeds meer grondgebied van Mariakerke bij Oostende aangehecht. In 1877 voegde men het gebied ten noorden van de Nieuwpoortsesteenweg tot aan de Northlaan bij Oostende. De gemeente werd uiteindelijk op 1 juli 1899 afgeschaft. Het gebied ten westen van de Mariakerkelaan en ten zuiden van de Nieuwpoortsesteenweg ging naar de toen nog zelfstandige gemeente Stene. Hier werd vanaf de jaren '20 van de 20e eeuw de Nieuwe Koerswijk gebouwd. Het centrum van Mariakerke zelf werd bij Oostende aangehecht.
De zeedijk werd in 1896 doorgetrokken in Mariakerke tot aan de Albertuswijk, en in 1901-1902 verder tot Middelkerke. In de Tweede Wereldoorlog werd de zeedijk een deel van de Duitse Atlantikwall. Van het oude historische dorp blijft enkel de kerk over. Hotels en burgerhuizen vervingen in het begin van de 20ste eeuw de oude visserhuisjes; en moeten sinds het interbellum en de Tweede Wereldoorlog op hun beurt plaats maken voor appartementsgebouwen.
In 1885 ging de eerste NMVB-stoomtramlijn van België ten zuiden van Mariakerke rijden. Deze lijn bestond tot 1955. 
In 1897 ging de eerste elektrische tramlijn aan de kust rijden van Oostende tot Mariakerke-bad. In moderne vorm is dat nu de Kusttramlijn De Panne--Knokke.
Zie ook Gezicht op Mariakerke van James Ensor.

## Bezienswaardigheden
- De historische Onze-Lieve-Vrouw-ter-Duinenkerk
- De Sint-Franciscuskerk
- De Onze-Lieve-Vrouw Koninginkerk
- Het graf van schilder James Ensor, naast het Duinenkerkje.
- De historische Wellingtonrenbaan

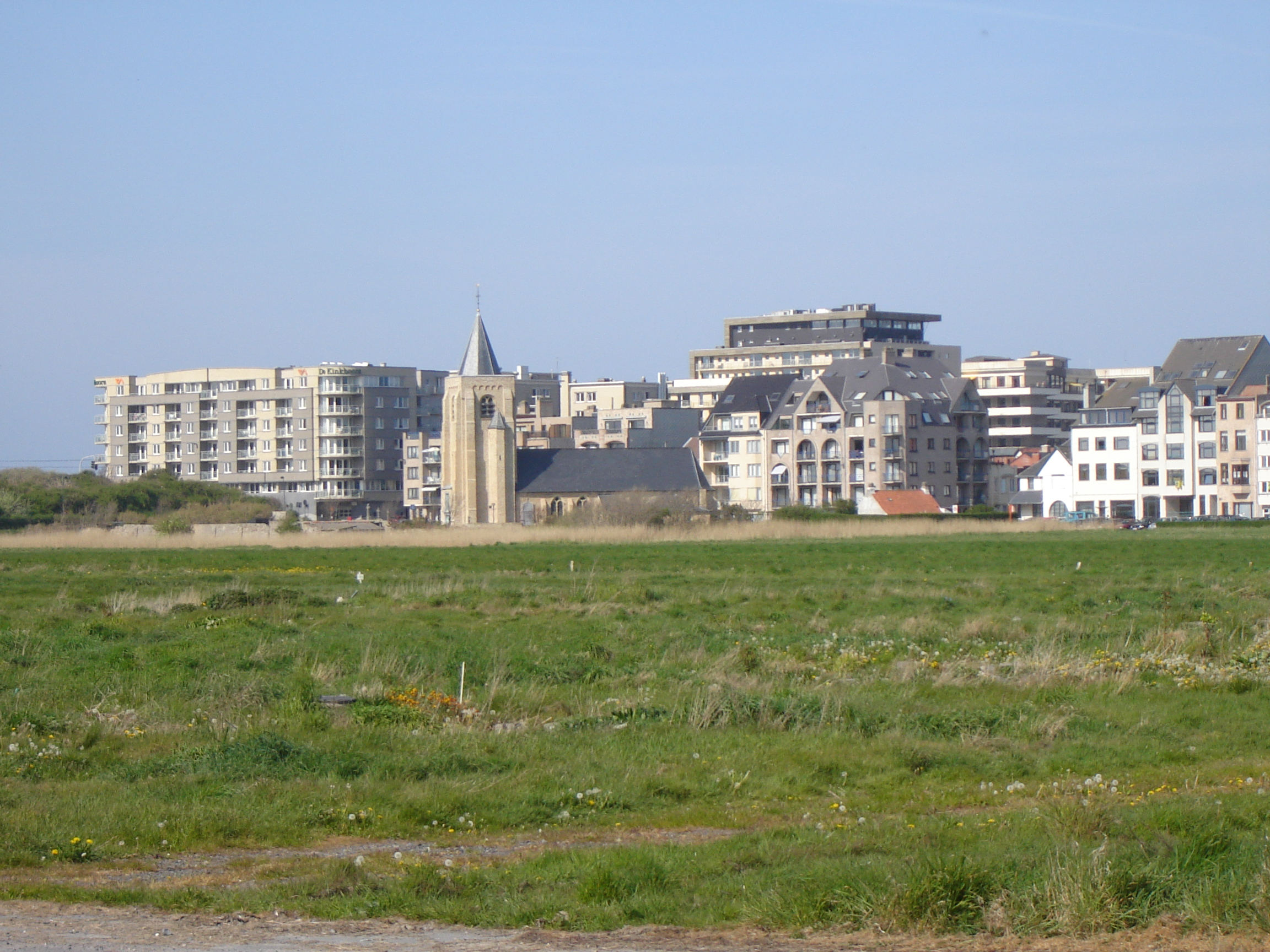
Oude Duinenkerkje en moderne hoogbouw
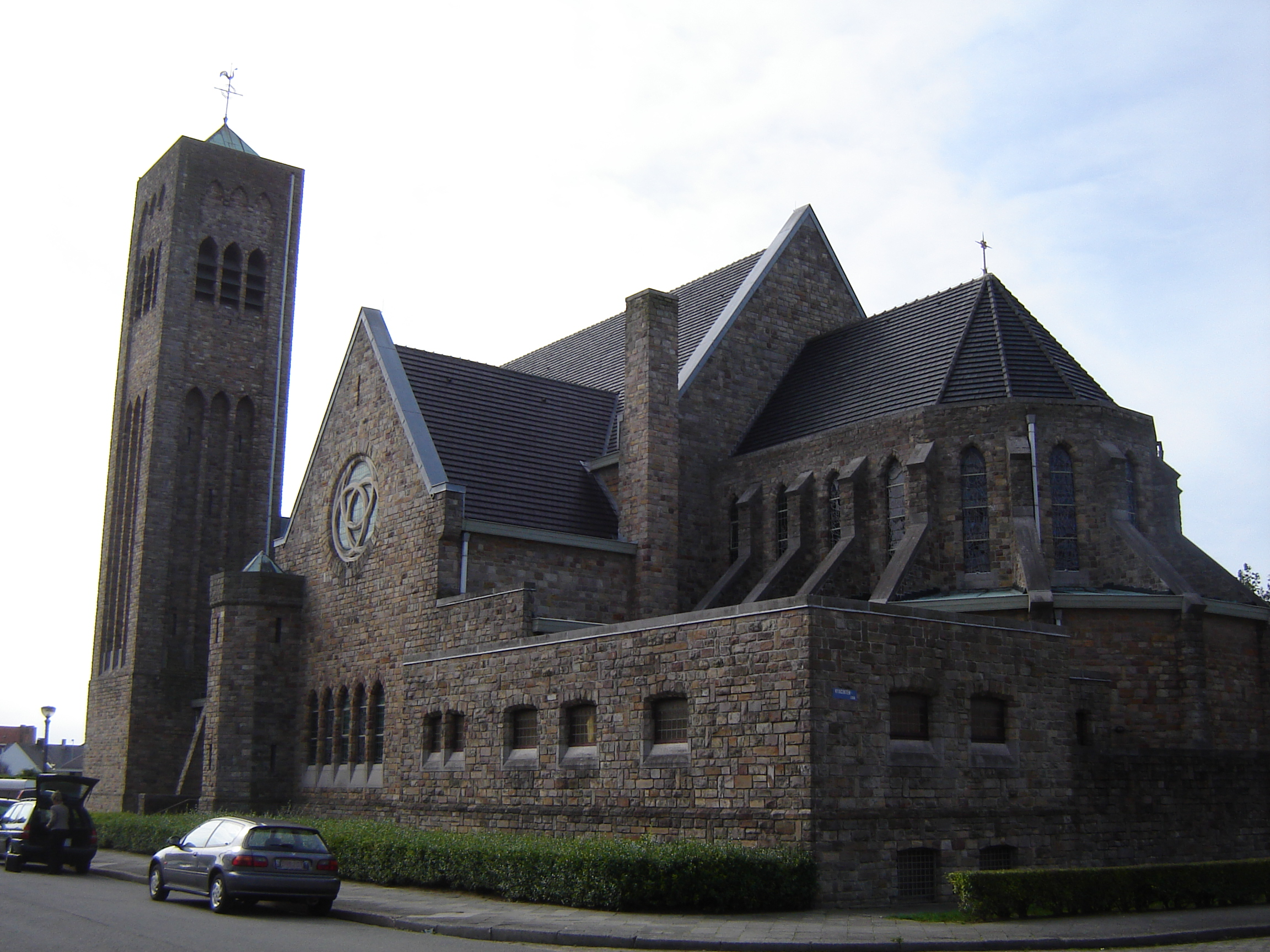
Onze-Lieve-Vrouw Koninginkerk
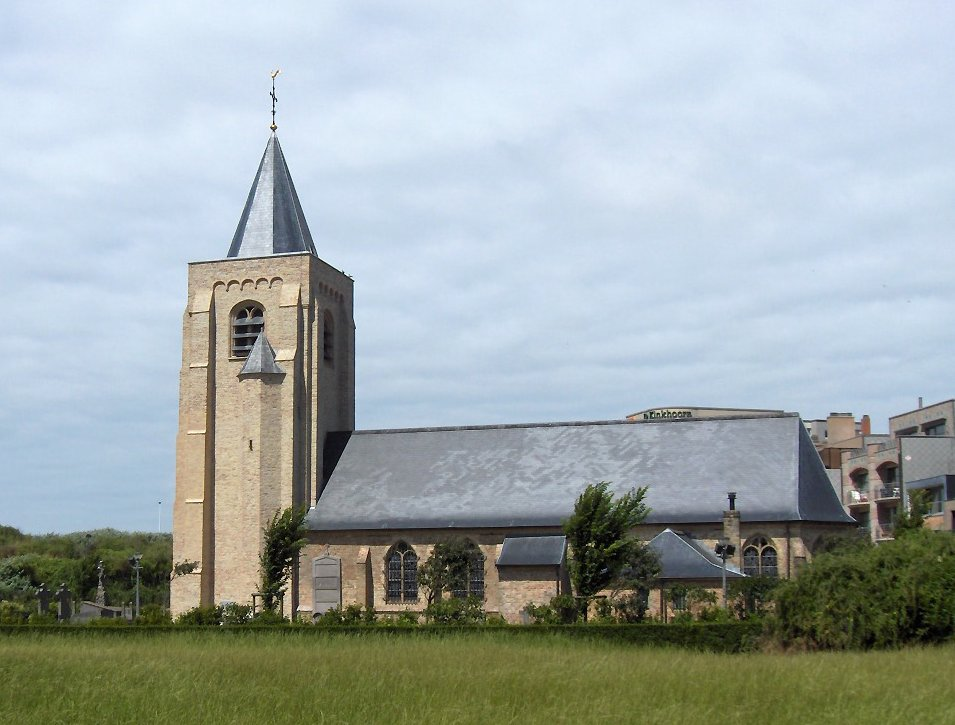
Onze-Lieve-Vrouw-ter-Duinenkerk
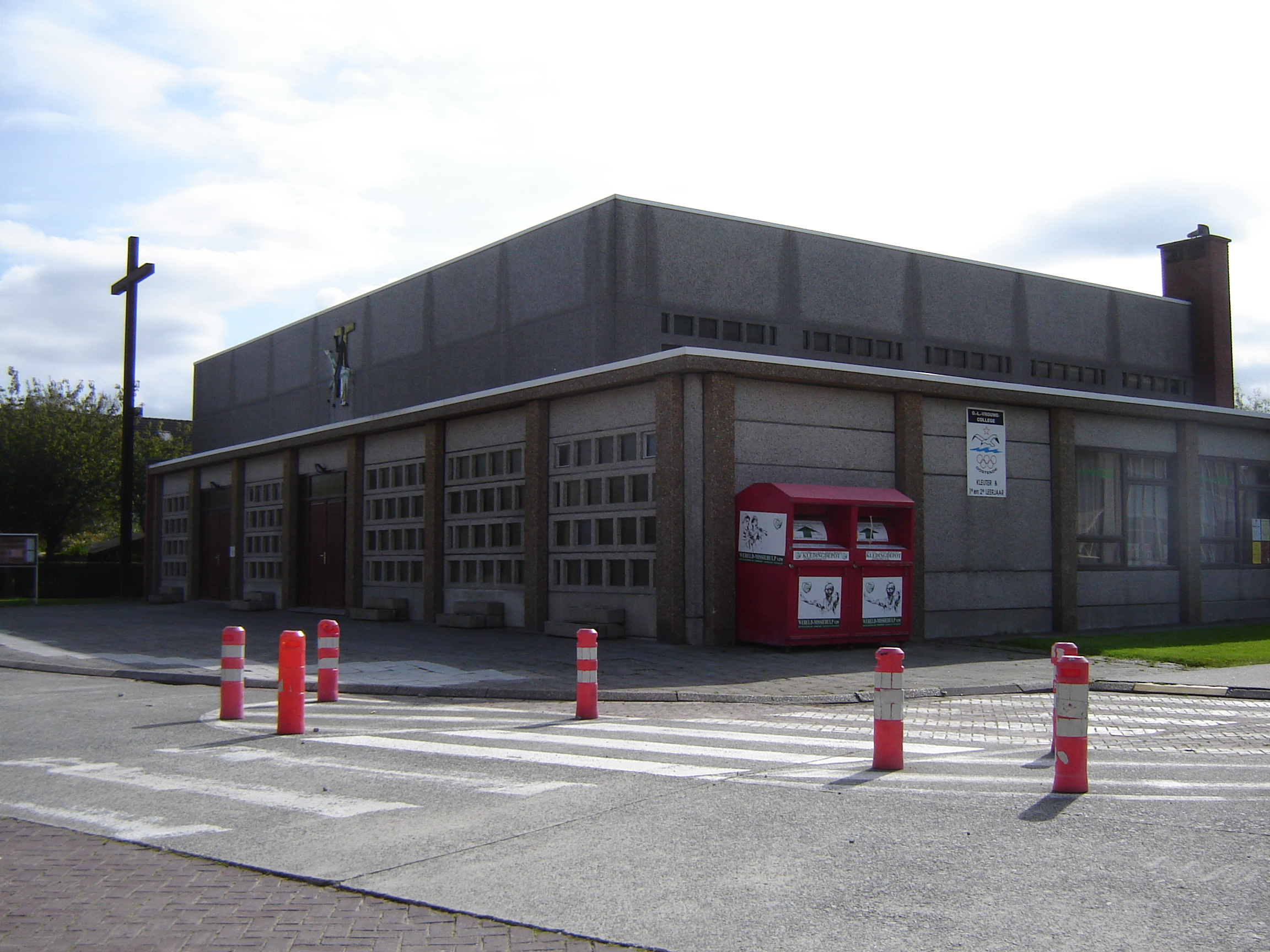
Sint-Franciscus van Assisikerk

## Natuur en landschap
Mariakerke ligt aan de Noordzeekust. Er is een zandstrand en, tussen Mariakerke en Raversijde, een klein beschermd duingebied. Mariakerke ligt ingeklemd tussen de Wellingtonrenbaan, de badplaats Raversijde, en de Internationale Luchthaven Oostende-Brugge. Mariakerke is, met de Nieuwe Koerswijk, vastgebouwd aan de stad Oostende.

## Politiek
Mariakerke had een eigen gemeentebestuur en burgemeester tot de fusie van 1900. Burgemeesters waren:
- 1804-1806 : Cornelius Devynck
- 1806-1812 : Henricus Hosten
- 1813-1826 : Laurentius Passchyn
- 1826-1836 : Ludovicus Passchyn
- 1836-1848 : Ambrosius Monteyne
- 1848-1863 : Ludovicus Passchyn
- 1863 : Henricus Hamilton
- 1864-1888 : Leopoldus Passchyn
- 1888-1891 : Henricus Hamilton
- 1891-1899 : Leopoldus Passchyn

## Nabijgelegen kernen
Oostende, Raversijde, Stene
Deelgemeenten: Oostende · Stene · Zandvoorde 

Wijken: Centrum · Hazegras · Hoge Barrière · Konterdam · Mariakerke·Nieuwe Koers · Oud Hospitaal-Petit Paris · Raversijde · Vogelzang · Vuurtorenwijk · Westerkwartier

Belgische gemeenten · Arrondissement Oostende · West-Vlaanderen · Vlaanderen